# مدلاين بلس

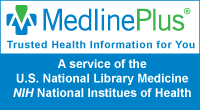

مدلاين بلس (بالإنجليزية: Medline Plus)‏ هو موقع متخصص بالأمور المتعلقة بالصحة والطب. المصدر الرئيسي للموقع هو مكتبة الولايات المتحدة الوطنية للطب. تحتوي على كم هائل من المعلومات ويتم تحديثها يوميا.
ولديه عدد هائل من المقالات الطبية بعضها تفصيلي مرفق بالصور التوضيحية أو الصور البيانية وبعضها مختصر.

## وصلات خارجية
- medlineplus